# O Globo
O Globo é um jornal diário de notícias brasileiro, fundado em 29 de julho de 1925 e sediado no Rio de Janeiro. De circulação nacional pela assinatura mensal nas formas impressa ou digital, é o jornal de maior circulação no Brasil desde 2021. A publicação é parte integrante do Grupo Globo, de propriedade da família Marinho, que inclui a TV Globo e a CBN.
Funcionou como jornal vespertino até 1962, quando se tornou matutino. De orientação política conservadora, é um dos jornais de maior tiragem do país. Ao lado de Folha de S.Paulo, O Estado de S. Paulo, Valor Econômico, Estado de Minas, Zero Hora e Correio Braziliense, entre outros, forma o grupo dos principais jornais de referência do Brasil.

## História

### Fundação
O jornal foi fundado em 29 de julho de 1925 por Irineu Marinho. O nome dele foi decidido por meio de um concurso. Irineu deixou uma urna no Liceu de Artes e Ofícios do Rio de Janeiro na qual qualquer pessoa poderia depositar uma sugestão. O nome mais sugerido seria escolhido para batizar o periódico, e seu(s) autor(es) receberiam como recompensa um mês de assinatura gratuita da publicação. Ajudou-o na divulgação desta campanha Assis Chateaubriand, que por 30 dias deu publicidade ao concurso por meio de reportagens intituladas "Um bom nome para um bom jornal" e publicadas no seu O Jornal.
Após mais de 26 mil sugestões, o nome campeão, sugerido por 3382 pessoas, foi Correio da Noite. Contudo como ele já se encontrava registrado no nome de alguém, o segundo colocado - O Globo, sugerido por 3080 participantes - acabou sendo o definitivo.
Irineu morreu no dia 21 de agosto, tendo o jornal sido lançado no final do mês anterior. O Globo foi então herdado por seu filho Roberto Marinho, que trabalhava na empresa como repórter e secretário particular do pai. Roberto, entretanto, preferiu deixar o comando da empresa nas mãos do jornalista Eurycles de Matos, amigo de confiança de seu pai. Somente assumiu o controle da empresa após a morte de Eurycles, em 1931. Em 1936, O Globo lançou a primeira telefoto da imprensa brasileira.

### Segunda Guerra Mundial

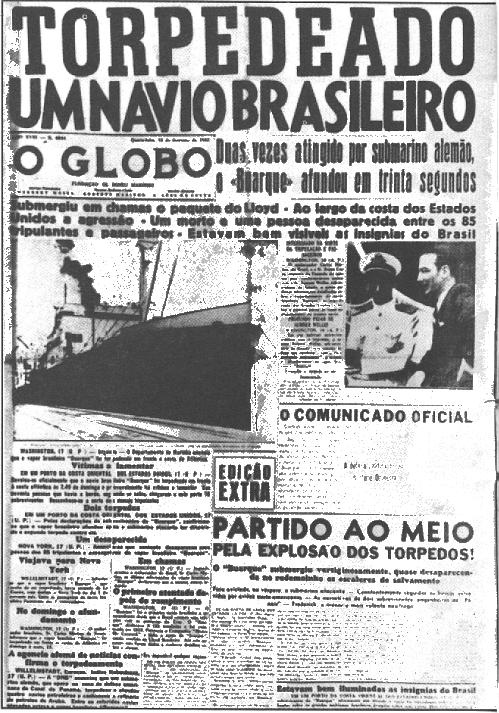
Capa do jornal O Globo com a manchete do afundamento do navio brasileiro Buarque, em fevereiro de 1942.

Durante a Segunda Guerra Mundial, o jornal criou o Globo Expedicionário, que levava informações sobre o Brasil para os soldados brasileiros servindo na Europa. Por meio do jornal, da venda de história em quadrinhos, graças ao lançamento de sua primeira revista O Globo Juvenil em 12 de junho de 1937, logo em seguida em 1939, foi lançada a revista O Gibi, o nome "gibi" se tornaria sinônimo de revista em quadrinhos, e investimentos no ramo imobiliário, Roberto Marinho conseguiu criar um poderoso conglomerado de empresas de mídia, o Grupo Globo, hoje constituída pela Rede Globo, Sistema Globo de Rádio, Editora Globo e demais veículos.

### Período contemporâneo

Logotipo dos 100 Anos de O Globo (2025).

Tornou-se o primeiro jornal brasileiro a circular aos domingos, em 1972.
Em 29 de julho de 1996, lançou sua versão digital, O Globo On, após o Jornal do Brasil, O Estado de S. Paulo, Estado de Minas e a Folha de S.Paulo.
Em 17 de agosto de 2013, disponibilizou o acervo histórico completo de todas as edições na Internet. Em 22 de julho de 2015, o Jornal foi acusado de publicar notícia sem investigar a veracidade da notícia sobre o deputado estadual do Rio de Janeiro pelo PMDB.
Em 12 de março de 2020, após o avanço mundial da pandemia de COVID-19, O Globo anunciou ações inéditas no jornal para reforçar as informações sobre o assunto.
Em 18 de junho de 2024, lançou o Irineu, uma ferramenta de inteligência artificial para resumir as reportagens do site. Desenvolvido pelas equipes de jornalismo e tecnologia, o projeto utiliza o modelo de linguagem GPT da OpenAI, o mesmo utilizado pelo ChatGPT. O nome Irineu é uma homenagem a Irineu Marinho, que fundou o jornal em 29 de julho de 1925.

## Conteúdo

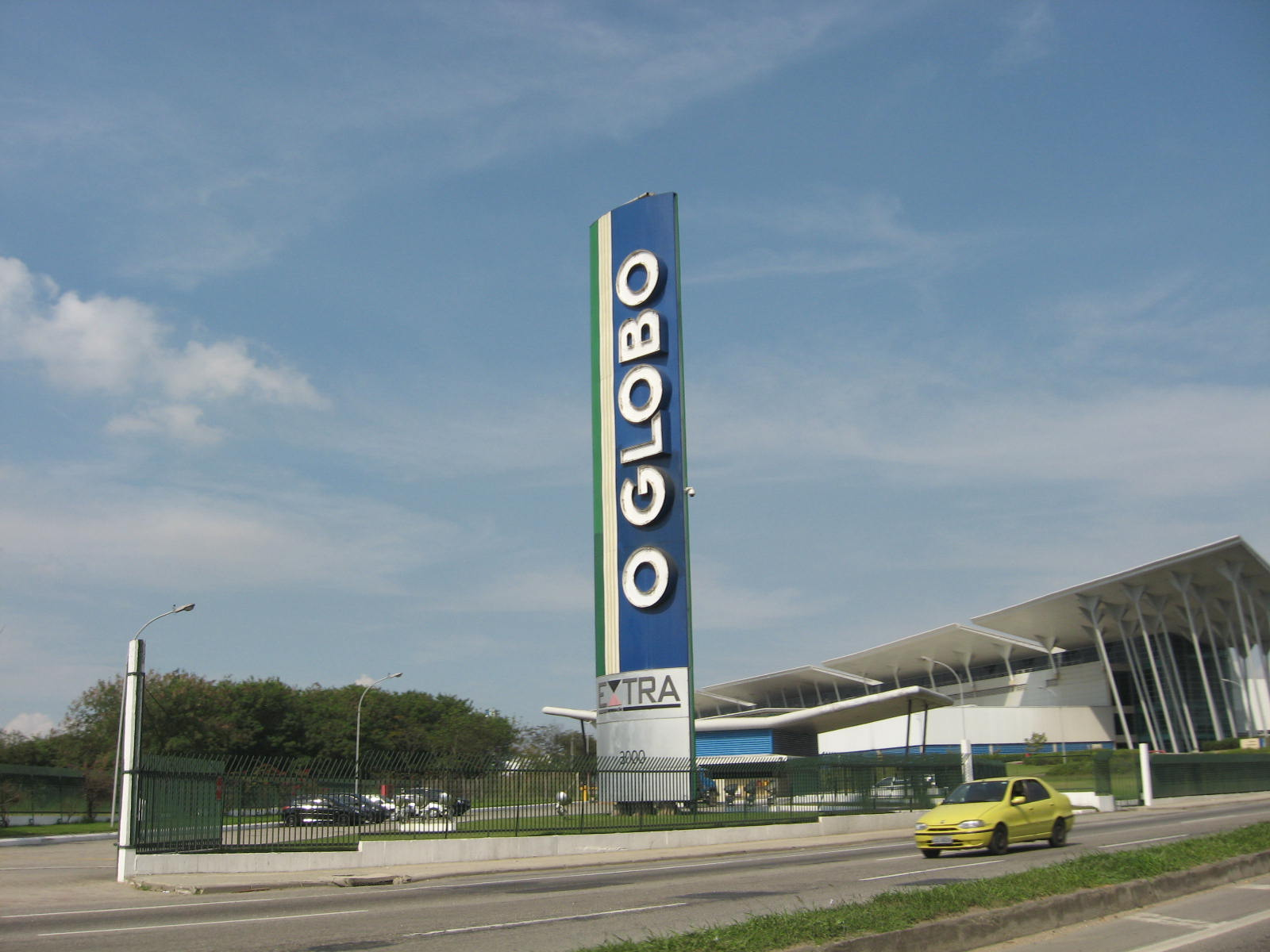
Parque gráfico localizado em Duque de Caxias.

### Cadernos
- Primeiro Caderno (Opinião, Dos Leitores, País, Mundo, Economia, Rio, Sociedade, Esportes)
- Caderno de Esportes (às segundas)
- Segundo Caderno
- Jornais de Bairro (circulam no Grande Rio)
- Boa Viagem (às quintas)
- Rio Show (às sextas)
- Revista Ela (aos domingos)
- Auto Esporte (aos sábados)
- Leilões e Negócios (as segundas)
- Segundo Caderno + (aos sábados)

### Colunistas
- Ancelmo Gois
- Arnaldo Bloch
- Arthur Dapieve
- Bela Megale
- Bernardo Mello Franco
- Carlos Andreazza
- Carlos Alberto Sardenberg
- Cora Rónai
- Dorrit Harazin
- Elio Gaspari
- Fernando Gabeira
- Flávia Oliveira
- Miriam Leitão
- Merval Pereira
- Nelson Motta
- Pedro Doria
- Luís Fernando Veríssimo
- Lauro Jardim
- Malu Gaspar
- Patrícia Kogut
- Vera Magalhães

## Controvérsias

### Ditadura militar
Em 1984, Roberto Marinho, proprietário de O Globo, publica artigo em seu jornal declarando apoio ao Governo Militar desde o seu início em 1964 até o processo de abertura política. Em agosto de 2013, grupo reconheceria como "um erro" o apoio ao golpe militar de 1964.

## Prêmio Faz Diferença
Em 2003, o jornal O Globo criou a cerimônia Prêmio Faz Diferença, que tem como objetivo homenagear personalidades brasileiras que se destacam nos jornais devido à sua luta para mudar, engrandecer ou melhorar o Brasil com a sua área de atuação. Os indicados são escolhidos por jornalistas dos editoriais de O Globo e submetidos à avaliação de um júri composto por redatores do periódico e antigos vencedores e, posteriormente, o público escolhe o vencedor por meio de votação no site do jornal.

## Prêmios

### Prêmio ExxonMobil de Jornalismo(Esso)
| Prêmios Esso de Reportagem | Prêmios Esso de Reportagem | Prêmios Esso de Reportagem       | Prêmios Esso de Reportagem |
| Ano                        | Autor | Obra                             | Resultado                  |
| -------------------------- | --- | -------------------------------- | -------------------------- |
| 1995                       | Ascânio Seleme, Graça Magalhães, José Luiz Longo, Bernardino Furtado, Mônica Gugliano, Maria Lima, Helena Chagas, Rodrigo França Taves e Angélica Wiederhecker | "Consultoria no Sebrae"          | Venceu                     |
| 1997                       | Amaury Ribeiro Jr. | "Prostituição infantil"          | Venceu                     |
| 1998                       | Maria Luiza Abbott | "O Relatório Americano"          | Venceu                     |
| 1999                       | Chico Otávio, Ascânio Seleme e Amaury Ribeiro Júnior | "Riocentro"                      | Venceu                     |
| 2001                       | Chico Otávio e Rubens Valente | "LBV - O Império da Boa Vontade" | Venceu                     |

| Prêmios Esso de Criação Gráfica, na categoria jornal | Prêmios Esso de Criação Gráfica, na categoria jornal                  | Prêmios Esso de Criação Gráfica, na categoria jornal | Prêmios Esso de Criação Gráfica, na categoria jornal |
| Ano                                                  | Autor                                                                 | Obra                                                 | Resultado                                            |
| ---------------------------------------------------- | --------------------------------------------------------------------- | ---------------------------------------------------- | ---------------------------------------------------- |
| 1996                                                 | Mário Marona e Cláudio Prudente de Morais                             | "Paz"                                                | Venceu                                               |
| 2001                                                 | Cláudio Duarte e Marília Martins                                      | "Deu Branco"                                         | Venceu                                               |
| 2003                                                 | Renata Maneschy                                                       | "A Barreira de Sadam"                                | Venceu                                               |
| 2004                                                 | Renata Maneschy                                                       | "Órfãos da Violência"                                | Venceu                                               |
| 2006                                                 | Antônio Nascimento, Télio Navega, Marcelo Monteiro e Alessandro Alvim | "Fim"                                                | Venceu                                               |

| Prêmios Esso de Informação Científica, Tecnológica e Ecológica | Prêmios Esso de Informação Científica, Tecnológica e Ecológica | Prêmios Esso de Informação Científica, Tecnológica e Ecológica | Prêmios Esso de Informação Científica, Tecnológica e Ecológica |
| Ano                                                            | Autor                                                          | Obra                                                           | Resultado                                                      |
| -------------------------------------------------------------- | -------------------------------------------------------------- | -------------------------------------------------------------- | -------------------------------------------------------------- |
| 1996                                                           | Ascânio Seleme e Pedro Martinelli                              | "A Saga dos Índios Gigantes"                                   | Venceu                                                         |
| 2002                                                           | Ana Lúcia Azevedo, Chico Otávio e Roberta Jansen               | "Planeta Terra"                                                | Venceu                                                         |
| 2005                                                           | Paulo Marqueiro e Tulio Brandão                                | "Natureza à Deriva"                                            | Venceu                                                         |

| Prêmios Esso Regional Sudeste | Prêmios Esso Regional Sudeste           | Prêmios Esso Regional Sudeste            | Prêmios Esso Regional Sudeste |
| Ano                           | Autor                                   | Obra                                     | Resultado                     |
| ----------------------------- | --------------------------------------- | ---------------------------------------- | ----------------------------- |
| 1998                          | Gustavo Goulart, Renato Garcia e Equipe | "Alvo Sem Proteção"                      | Venceu                        |
| 2004                          | Túlio Brandão                           | "Morte Anunciada:Paraíba do Sul Agoniza" | Venceu                        |

| Prêmios Esso de Informação Econômica | Prêmios Esso de Informação Econômica                                                                                                  | Prêmios Esso de Informação Econômica | Prêmios Esso de Informação Econômica |
| Ano                                  | Autor | Obra                                 | Resultado                            |
| ------------------------------------ | --- | ------------------------------------ | ------------------------------------ |
| 1999                                 | Jorge Bastos Moreno | "Queda de Gustavo Franco"            | Venceu                               |
| 2001                                 | Chico Otávio, Bernardo de La Peña e Ricardo Boechat                                                                                   | "Sinal Verde Para o Contrabando"     | Venceu                               |
| 2003                                 | Cássia Almeida, Ramona Ordoñez, Geralda Doca, Érica Ribeiro, Walter Huamany, Higino de Barros, Maria Tereza Boccardi e Luciene Araújo | "A Terceirização que Mata"           | Venceu                               |
| 2008                                 | Clóvis Miranda | "Desemprego Zero"                    | Venceu                               |

| Prêmios Esso de Melhor Contribuição à Imprensa | Prêmios Esso de Melhor Contribuição à Imprensa | Prêmios Esso de Melhor Contribuição à Imprensa | Prêmios Esso de Melhor Contribuição à Imprensa |
| Ano                                            | Autor                                          | Obra                                           | Resultado                                      |
| ---------------------------------------------- | ---------------------------------------------- | ---------------------------------------------- | ---------------------------------------------- |
| 2001                                           | Jornal O Globo                                 | série de reportagens "Retratos do Rio"         | Venceu                                         |
| 2004                                           | Nadja Sampaio                                  | "Seção de defesa do Consumidor"                | Venceu                                         |

| Prêmios Esso Especial de Primeira Página | Prêmios Esso Especial de Primeira Página         | Prêmios Esso Especial de Primeira Página | Prêmios Esso Especial de Primeira Página |
| Ano                                      | Autor                                            | Obra                                     | Resultado                                |
| ---------------------------------------- | ------------------------------------------------ | ---------------------------------------- | ---------------------------------------- |
| 2003                                     | Rodolfo Fernandes, Luiz Novaes e Cláudio Prudent | "Choque e Pavor"                         | Venceu                                   |

| Prêmios Esso de Fotografia | Prêmios Esso de Fotografia | Prêmios Esso de Fotografia     | Prêmios Esso de Fotografia |
| Ano                        | Autor                      | Obra                           | Resultado                  |
| -------------------------- | -------------------------- | ------------------------------ | -------------------------- |
| 2006                       | Marcelo Carnaval           | "Engenheiro é Morto no Centro" | Venceu                     |

| Prêmios Esso Regional 3 | Prêmios Esso Regional 3                                                                   | Prêmios Esso Regional 3  | Prêmios Esso Regional 3 |
| Ano                     | Autor                                                                                     | Obra                     | Resultado               |
| ----------------------- | ----------------------------------------------------------------------------------------- | ------------------------ | ----------------------- |
| 2008                    | Mauro Ventura                                                                             | "Tribunal do Tráfico"    | Venceu                  |
| 2009                    | Paulo Motta, Angelina Nunes, Carla Rocha, Selma Schmidt, Vera Araújo e Fábio Vasconcellos | "Democracia nas Favelas" | Venceu                  |

| Esso Especial 50 Anos | Esso Especial 50 Anos           | Esso Especial 50 Anos | Esso Especial 50 Anos |
| Ano                   | Autor                           | Obra                  | Resultado             |
| --------------------- | ------------------------------- | --------------------- | --------------------- |
| 2005                  | Paulo Marqueiro e Selma Schmidt | "Vida Severina"       | Venceu                |

### Prêmio Vladimir Herzog
| Menção Honrosa do Prêmio Vladimir Herzog por Fotografia | Menção Honrosa do Prêmio Vladimir Herzog por Fotografia | Menção Honrosa do Prêmio Vladimir Herzog por Fotografia | Menção Honrosa do Prêmio Vladimir Herzog por Fotografia |
| Ano                                                     | Obra                                                    | Autor                                                   | Resultado                                               |
| ------------------------------------------------------- | ------------------------------------------------------- | ------------------------------------------------------- | ------------------------------------------------------- |
| 2015                                                    | “Batalha olímpica”                                      | Pedro Kirilos Mattar de Oliveira                        | Venceu                                                  |

| Prêmio Vladimir Herzog de Fotografia | Prêmio Vladimir Herzog de Fotografia                                          | Prêmio Vladimir Herzog de Fotografia | Prêmio Vladimir Herzog de Fotografia |
| Ano                                  | Obra                                                                          | Autor                                | Resultado                            |
| ------------------------------------ | ----------------------------------------------------------------------------- | ------------------------------------ | ------------------------------------ |
| 2014                                 | "De Herói a Vilão"                                                            | Marcelo Carnaval                     | Venceu                               |
| 2020                                 | "Durante crise da Covid-19, mais de 30% dos óbitos ocorrem em casa em Manaus" | Yan Boechat                          | Venceu                               |

| Prêmio Vladimir Herzog de Áudio | Prêmio Vladimir Herzog de Áudio                                                   | Prêmio Vladimir Herzog de Áudio | Prêmio Vladimir Herzog de Áudio |
| Ano                             | Obra                                                                              | Autor                           | Resultado                       |
| ------------------------------- | --------------------------------------------------------------------------------- | ------------------------------- | ------------------------------- |
| 2020                            | "As histórias de Mercedes Baptista, Consuelo Rios, Bethania Gomes e Ingrid Silva" | Tiago Rogero                    | Venceu                          |

### Prêmio iBest
| Ano  | Iniciativa        | Categoria                    | Resultado                       |
| ---- | ----------------- | ---------------------------- | ------------------------------- |
| 2020 | Casa Vogue Brasil | Decoração, DIY e Organização | Vencedor Júri Oficial           |
| 2020 | G1                | Notícias e Comunicações      | Top 3 Júri Popular e Oficial    |
| 2020 | GE                | Conteúdo de Esportes         | Vencedor Júri Oficial           |
| 2020 | Nhac GNT          | Gastronomia e Culinária      | Top 3 Júri Oficial              |
| 2020 | SporTV            | Conteúdo de Esportes         | Top 3 Júri Oficial              |
| 2020 | Valor Econômico   | Economia e Negócios          | Vencedor Júri Oficial           |
| 2020 | Vogue Brasil      | Conteúdo de Moda             | Vencedor Júri Popular e Oficial |
| 2022 | G1                | Notícias e Jornalismo        | Vencedor Voto Popular           |
| 2022 | O Globo           | Notícias e Jornalismo        | Vencedor Júri Academia          |
| 2022 | GE                | Esportes                     | Vencedor Júri Academia          |